# اندیس کائولن سر دریا
کائولن سر دریا یک اندیس غیرفلزی است که در حوالی شهر نوک آباد استان سیستان و بلوچستان قرار دارد و مادهٔ معدنی موجود در آن، کائولینیت است.سنگ میزبان این اندیس ولکانیکهای آلتره است و دیرینگی آن به دوران ائوسن می‌رسد. 